# Вендт, Карл фон
Карл Ю́хан Алекса́ндр фон Вендт (швед. Carl Johan Alexander von Wendt; род. 7 марта 1953) — шведский кёрлингист.
В составе мужской сборной Швеции бронзовый призёр чемпионата мира 1984), участник чемпионата Европы 1989 (заняли пятое место). Двукратный чемпион Швеции среди мужчин. В составе мужской сборной ветеранов Швеции серебряный призёр чемпионата мира 2008.
Играл в основном на позициях второго и первого.

## Достижения
- Чемпионат мира по кёрлингу среди мужчин: бронза (1984).
- Чемпионат Швеции по кёрлингу среди мужчин: золото (1985, 1989).
- Чемпионат мира по кёрлингу среди ветеранов: серебро (2008).

## Команды
| Сезон   | Четвёртый     | Третий        | Второй         | Первый         | Турниры           |
| ------- | ------------- | ------------- | -------------- | -------------- | ----------------- |
| 1983—84 | Конни Эстлунд | Пер Линдеман  | Карл фон Вендт | Бо Андерссон   | ЧМ 1984           |
| 1984—85 | Конни Эстлунд | Пер Линдеман  | Карл фон Вендт | Бо Андерссон   | ЧШМ 1985          |
| 1988—89 | Пер Линдеман  | Ларс Линдгрен | Göran Åberg    | Карл фон Вендт | ЧШМ 1989          |
| 1989—90 | Пер Линдеман  | Бо Андерссон  | Göran Åberg    | Карл фон Вендт | ЧЕ 1989 (5 место) |
| 2007—08 | Пер Линдеман  | Бо Андерссон  | Карл фон Вендт | Gunnar Åberg   | ЧМВ 2008          |

(скипы выделены полужирным шрифтом)